# Észak-Hvanghe
Észak-Hvanghe (hangul: 황해북도, Hvanghe-bukto, handzsa: 黃海北道, RR: Hwanghae-bukto, ’sárga tenger’) Észak-Korea egyik tartománya. 1948-ig az egységes ország része volt, majd Korea kettészakadása során az északihoz került. 1954. október 30-án jött létre, Hvanghe (Hwanghae) tartomány kettéválasztásakor. Székhelye Szarivon (Sariwŏn).
Az észak-koreai hagyományok szerint a Hvanghe (Hwanghae) tartománybeliek nagyon hiszékenyek. Egy történet szerint, mikor egy japán rendőr foglyul ejtett egy csapatnyi Hvanghe (Hwanghae) tartománybelit, a fogda felé vezető úton elszundított. A foglyok szökés helyett felkeltették a foglárt, mondván „el fognak késni”.

## Földrajza
A tartományt északról Phenjan (P'yŏngyang), illetve a Dél-Phjongan (P'yŏngan) tartomány, Keletről Kangvon (Kangwŏn) tartomány, Délnyugatról Dél-Hvanghe (Hwanghae), Délről pedig Dél-Korea Kjonggi (Gyeonggi) tartománya határolja.

## Közigazgatása
Észak-Hvanghe (Hwanghae) három városra (si) és 20 megyére (kun) van felosztva.
| Városai: - Szarivon (Sariwŏn) (사리원시; 沙里院市) székhely - Szongnim (Songrim) (송림시; 松林市) - Keszong (Kaesŏng) (개성시; 開城市) (2003 óta) | Megyéi: - Kokszan (Koksan) (곡산군; 谷山郡) - Kumcshon (Kŭmch'ŏn) (금천군; 金川郡) - Kephung (Kaep'ung) (개풍군; 開豊郡) (2016 óta) - Rinszan (Rinsan) (린산군; 麟山郡) - Pongszan (Pongsan) (봉산군; 鳳山郡) - Szangvon (Sangwŏn) (상원군; 祥原郡) (2010 óta) - Szohung (Sŏhŭng) (서흥군; 瑞興郡) - Szuan (Suan) (수안군; 遂安郡) - Szungho (Sŭngho) (승호군; 勝湖郡) (2010 óta) - Singje (Sin'gye) (신계군; 新溪郡) - Sinphjong (Sinp'yŏng) (신평군; 新坪郡) - Csangphung (Changp'ung) (장풍군; 長豊郡) (2016 óta) - Thoszan (T'osan) (토산군; 兎山郡) - Phjongszan (P'yŏngsan) (평산군; 平山郡) - Hvangdzsu (Hwangju) (황주군; 黃州郡) - Jonszan (Yŏnsan) (연산군; 延山郡) - Jonthan (Yŏnt'an) (연탄군; 燕灘郡) - Unpha (Ŭnp'a) (은파군; 銀波郡) - Csunghva (Chunghwa) (중화군; 中和郡) (2010 óta) - Phanmun (P'anmun) (판문군; 板門郡) (2016 óta) |

## Gazdaság
Észak-Hvanghe (Hwanghae) tartomány gazdasága színesfémiparra, bányászatra, gépiparra, vegyiparra és könnyűiparra épül.

## Oktatás
Észak-Hvanghe (Hwanghae) számos oktatási intézménynek, köztük egyetemeknek, általános iskoláknak és középiskoláknak ad otthont.
Legfontosabb egyetemei:
- Szarivon (Sariwŏn)i Földtani Egyetem (사리원지질대학; 沙里院地質大學)
- Kje Ungszang (Kye Ŭng-sang) Szarivon (Sariwŏn)i Földművelési Egyetem (계응상사리원농업대학; 桂應相沙里院農業大學)
- Kang Gon (Kang Gŏn) Szarivon (Sariwŏn)i Orvostudományi Egyetem (강건사리원의학대학; 姜健沙里院醫學大學)
- Ri Gjeszun (Ri Gye-sun) Szarivon (Sariwŏn)i 1. sz. Tanárképző Egyetem (리계순사리원제1사범대학; 李桂順沙里院第一師範大學)
- Szarivon (Sariwŏn)i 2. sz. Tanárképző Egyetem (사리원제2사범대학; 沙里院第二師範大學)
- Szarivon (Sariwŏn)i Pedagógusképző Egyetem (사리원교원대학; 沙里院敎員大學)
- Szarivon (Sariwŏn)i Ipari Egyetem (사리원공업대학; 沙里院工業大學)
- Szarivon (Sariwŏn)i Korjo (Koryŏ) Gyógyszerészeti Egyetem (사리원고려약학대학; 沙里院高麗藥學大學)

## Egészségügy
A tartomány kb. 490 egészségügyi intézménnyel rendelkezik, köztük saját kórházzal.

## Közlekedés
A tartomány számos vasúti kapcsolattal rendelkezik, ilyenek például a Phjongbu (P'yŏngbu), Hvanghe cshongnjon (Hwanghae ch'ŏngnyŏn), Szarivon cshongnjon (Sariwŏn ch'ŏngnyŏn), Szongnim (Songrim) vasútvonalak. Emellett közutakon is megközelíthető.